# Гнезно
Гнѐзно (на полски: Gniezno; на латински: Gnesna; на немски: Gnesen; на чешки: Hnězdno) е град Централна Полша, Великополско войводство. Административен център е на Гнезненски окръг, както и на селската Гнезненска община, без да е част от нея. Самият град е обособен в самостоятелна градска община с площ 40,6 км2. Той е първата столица на Полша.

## География
Градът се намира в историческия регион Великополша. Разположен е в географския макрорегион Великополска езерна област.

## Население
Населението на града възлиза на 68 943 души (2017 г.). Гъстотата е 1698 души/км2.
Демография:
- 1939 – 34 000 души
- 1946 – 30 292 души
- 1960 – 44 080 души
- 1970 – 50 926 души
- 1978 – 59 300 души
- 1988 – 69 174 души
- 2000 – 71 562 души
- 2002 – 70 200 души
- 2009 – 69 554 души
- 2017 – 68 943 души

## Административно деление
Административно градът е разделен на 11 микрорайона (ошедли).
- Аркушево
- Виняри
- Грунвалдзке
- Далки
- Кавяри-Ошинец
- Пекари
- Пустахова-Кокошки
- Ружа
- Старе Място
- Скерешево
- Тишьонцлече

## Градове партньори
- Анани, Италия
- Фалкенбери, Швеция
- Уман, Украйна
- Естергом, Унгария
- Радвилишкис, Литва
- Сен Мало, Франция
- Сергиев Посад, Русия
- Шпайер, Германия
- Вендам, Нидерландия
- Роскиле, Дания

## Фотогалерия
- Панорама
- Европейски колеж
- Старото кметство
- Пощата
- Градски културен център
- Духовната семинария
- Ошедле „Виняри“
- Езеро „Йельонек“
- Паметник на крал Болеслав I Храбри
- Музей
- Улица „Кашарска“
- Главният площад